# チュー'sDAYコミックス 侍チュート!
『チュー'sDAYコミックス 侍チュート!』（チューズデイコミックス さむらいチュート）は、2009年4月7日から2010年3月16日まで、TBS系列毎週火曜23:30 - 23:55（JST）の「吉崎金門海峡」枠で放送されていた毎日放送（MBS）制作のバラエティ番組である。お笑いコンビ・チュートリアルの冠番組。ハイビジョン制作。

## 概要
番組コンセプトは“この世の中を笑いで斬りまくれ!”。チュートリアルの2人を中心に、ドラマ感覚のコントを展開する。芸人のほかに、普段バラエティ番組には出演しない俳優が多数ゲスト出演しているのも特徴である。
基本的にコントのみで構成されており、同系列のコントが数回にわたり放送されることが多い。レギュラーとしてはチュートリアルとハリセンボンであるが、浅越ゴエや山里亮太など、毎回のように出演し準レギュラー扱いの人が多いことも特徴としてあげられる。
番組の収録はMBSスタジオ in USJで行われる。制作局の毎日放送では、後枠の『よゐこ部』と『麒麟の部屋』も毎日放送制作であることから、毎日放送の自社制作番組が3番組続いている。
番組放送開始の前日、本番組のレギュラー出演者であるハリセンボンの箕輪はるかが結核で入院したとの報道が流れ、第1回放送分では番組冒頭で「この番組は3月に収録したものです」のお断りテロップが出された。なお、箕輪は2009年6月16日放送分から復帰している。
当初のオープニングに登場したり、タイトルコールをしていたのはアイドルグループ「Osaka翔Gangs」のメンバーNoNとCheeである。
関西ローカルでは不定期で再放送されている他、2010年1月4日0:40 - 2:40には新作コント5本を含む傑作選『侍チュート!ベストセレクション&未公開SP』を放送。さらに2010年3月22日1:20 - 1:59に完全未公開コントのみによる『侍チュート!これがホントの最終回SP』が放送された。
2010年2月24日には、チュートリアルとハリセンボンが厳選したコント40本と特典映像としてチュートリアル・ハリセンボンの撮りおろしコント2本（「幸せな休日」「エレベーターの中で…」）・「何も産まない焼き肉店」（第44回で放送されたコント）のノーカット版を収録したDVD「侍チュート! コント×コント×コント」が発売された。

## 出演

### レギュラー
チュートリアル
- 徳井義実
- 福田充徳

ハリセンボン
- 箕輪はるか ※入院により一時休養していたが、2009年6月16日放送より復帰。
- 近藤春菜

ナレーション
- 藤田勇児
- 橋本のりこ

### 準レギュラー
※公式な表記はないが、ゲスト出演の多いタレント
- 浅越ゴエ（ザ・プラン9）
- 山里亮太（南海キャンディーズ）
- フットボールアワー（岩尾望、後藤輝基）
- なだぎ武（ザ・プラン9）
- 河本準一（次長課長）
- 麒麟(川島明、田村裕）
- TKO（木本武宏・木下隆行）
- ケンドーコバヤシ
- 神保悟志
- 合田雅吏
- 中岡優介
- 松本若菜
- 愛実
- 安田美沙子
- 桜・稲垣早希

### ゲスト
第1回（2009年4月7日）
- ピーター、渡辺裕之、渡辺哲
- 北川弘美、原幹恵、ひろみどり、森本レオ（ナレーション）

第2回（2009年4月14日）
- 西岡徳馬、石橋蓮司
- 秋山莉奈、ひろみどり、ダーリン・ベクマン

第3回（2009年4月21日）
- 北川弘美、渡辺裕之、森本レオ（ナレーション）

第4回（2009年4月28日）
- 江守徹、三浦理恵子、宮川俊二、渡辺裕之
- 葛山信吾、載寧龍二、武田航平

第5回（2009年5月5日）
- 秋吉久美子、川村ゆきえ、もりちえみ

第6回（2009年5月12日）
- 原田大二郎、桜田通
- 秋山莉奈、ダーリン・ベクマン、森本レオ（ナレーション）

第7回（2009年5月19日）
- 佐藤藍子、三浦理恵子、辰巳奈都子
- 山崎静代（南海キャンディーズ）、小塚舞子

第8回（2009年5月26日）
- 佐藤藍子、鈴木亜美、小野真弓
- 辰巳奈都子

第9回（2009年6月2日）
- 上原美優、小野真弓、三浦理恵子

第10回（2009年6月9日）
- 鈴木亜美、三浦理恵子
- 山本匠馬

第11回（2009年6月16日）
- 安田美沙子、小野真弓、ガリガリガリクソン
- 谷広子、佐藤浩、茂中瑛子、岩永宙士、北村美優、森口大喗

第12回（2009年6月23日）
- 小野真弓、世界のナベアツ
- 三木思生、森口大喗、パンツェッタ・ジローラモ

第13回（2009年6月30日）
- 安田美沙子、武田航平、村瀬みちゃこ

第14回（2009年7月7日）
- 牧瀬里穂、安田美沙子
- 武田航平、山岡せり、竹中直人

第15回（2009年7月14日）
- 鈴木亜美、小野真弓
- 武田航平、ダーリン・ベクマン、竹中直人

第16回（2009年7月21日）
- 安田美沙子、御秒奈々
- 山本徹郎、新屋正人、高田京、竹中直人

第17回（2009年7月28日）
- 成海璃子、マイコ
- 池田夏希、御秒奈々、藤井昇、竹中直人

第18回（2009年8月4日）
- 秋山莉奈、高橋真美、たつを
- 温水洋一、竹中直人

第19回（2009年8月11日）
- 海原はるか（海原はるか・かなた）、若井おさむ
- 川村ゆきえ、桜田通
- 結城市朗、新海なつ、古長英治、三木思生、森口大喗、パンツェッタ・ジローラモ

第20回（2009年8月25日）
- 野沢直子、高橋真美、加藤和樹、池田夏希、U.K.（ナレーション）
- 高須賀浩司（チング）、実はる那、たつを、池田由佳、三木思生、森口大喗、温水洋一

第21回（2009年9月1日）
- 高橋真美、加藤和樹、ジェフリー・ウィンダム、温水洋一、田丸一男（MBSアナウンサー）

第22回（2009年9月8日）
- 加藤和樹、秋山莉奈、手島優、温水洋一、田丸一男（MBSアナウンサー）

第23回（2009年9月15日）
- 山本匠馬、優木まおみ、池田夏希、マイコ（ビタミンS）、ダーリン・ベクマン
- 大杉漣

第24回（2009年9月22日）
- 優木まおみ

第25回（2009年9月29日）
- 大杉漣、矢崎滋
- 小野真弓、御秒奈々

第26回（2009年10月6日）
- かとうかず子、矢崎滋
- 優木まおみ、谷澤恵里香、来栖正之（MBSアナウンサー）

第27回（2009年10月13日）
- かとうかず子、ほっしゃん。、友近
- 谷澤恵里香、太田在、ジェフリー・ウィンダム、春留奈

第28回（2009年10月20日）
- かとうかず子、ほっしゃん。
- 手島優、池田夏希、U.K.（ナレーション）
- 茂中瑛子、実なる那、美羽、菊地武正、山岡せり、矢崎滋

第29回（2009年10月27日）
- かとうかず子、藤本美貴
- カンニング竹山

第30回（2009年11月3日）
- 友近、藤本美貴、白石みき、ジェフリー・ウィンダム
- 駒場孝（ミルクボーイ）、坂田直隆、吉川翔、五十嵐翔

第31回（2009年11月10日）
- カンニング竹山、白石みき、ジェフリー・ウィンダム
- マリエ、三浦萌、三浦葵、西脇彩華、杉ありさ

第32回（2009年11月17日）
- ほっしゃん。
- 谷澤恵里香、桃瀬美咲、小由里、西谷まりん、羽田沙織

第33回（2009年11月24日）
- カンニング竹山、大島美幸・村上知子・黒沢かずこ（森三中）
- 安田美沙子、白石みき、山名文和・秋山賢太・藤本聖（ソーセージ）
- ジェフリー・ウィンダム、碓井杏里、峰のりえ、前田佳美

第34回（2009年12月1日）
- 大島美幸・村上知子・黒沢かずこ（森三中）
- 安田美沙子、谷澤恵里香、碓井杏里、峰のりえ、前田佳美、山岡せり

第35回（2009年12月8日）
- 大島美幸・村上知子・黒沢かずこ（森三中）、田中卓志・山根良顕（アンガールズ）
- 安田美沙子、山名文和・秋山賢太・藤本聖（ソーセージ）
- 後藤聡、碓井杏里、峰のりえ、前田佳美

第36回（2009年12月15日）
- 田中卓志・山根良顕（アンガールズ）
- 熊田曜子、御秒奈々、駒場孝（ミルクボーイ）、後藤聡、矢崎滋

ベストセレクション&未公開SP（2010年1月3日、関西ローカル）
- 上原美優

第37回（2010年1月5日）
- 田中卓志・山根良顕（アンガールズ）、亘健太郎・村上健志（フルーツポンチ）
- 真矢みき、熊田曜子、御秒奈々、後藤聡

第38回（2010年1月12日）
- 亘健太郎・村上健志（フルーツポンチ）
- 真矢みき、渡辺裕之、山中絢子

第39回（2010年1月19日）
- 亘健太郎・村上健志（フルーツポンチ）、稲田直樹（バンパイア）
- 真矢みき、渡辺裕之

第40回（2010年1月26日）
- 村上健志（フルーツポンチ）、田中卓志・山根良顕（アンガールズ）
- 国生さゆり、吉田もも、田川綾子、フォンチー、伊藤結季、緑川静香

第41回（2010年2月2日）
- 愛実

第42回（2010年2月9日）
- 岡田圭右（ますだおかだ）、麻尋えりか、御秒奈々、ダーリン・ベクマン

第43回（2010年2月16日）
- ウド鈴木・天野ひろゆき（キャイ〜ン）、岡田圭右（ますだおかだ）
- 大島美幸・村上知子・黒沢かずこ（森三中）、ジェフリー・ウィンダム

第44回（2010年2月23日）
- 春日俊彰・若林正恭（オードリー）、友近

第45回（2010年3月2日）
- 天野ひろゆき（キャイ〜ン）、春日俊彰・若林正恭（オードリー）、	お兄ちゃん・マイコ（ビタミンS）

第46回（2010年3月9日）
- ウド鈴木・天野ひろゆき（キャイ〜ン）、神田川俊郎、麻尋えりか、御秒奈々

第47回（2010年3月16日）
- ウド鈴木・天野ひろゆき（キャイ〜ン）

これがホントの最終回SP（2010年3月21日、関西ローカル）
- 友近

## 主なコント
コントのカテゴリーは「ベストセレクション&未公開SP」での分類に倣う。

### 芸人コラボコント

#### 国会答弁
出演者の私生活に関する暴露ネタについて答弁を行うもの。

#### オシャレ?なブティック
徳井扮するモテすぎて困る男前の客がブティックに来店し、ブサイクな店員・山里にカッコ悪くしてほしいと頼む。

#### 共感シャッター
カメラの前にいる人の話に共感すると自動的にシャッターが切れる機能がついたデジタルカメラ（共感度が高いと連写する）。出演者がさまざまなテーマに基づき、カメラの前で共感を得ようとする。第22回のみ、カメラが左右に動き、ロックオンした人があるあるを言わなければならない新機能「首振り撮影モード」が追加された。

#### むちゃぶり動画 You Tuto
動画サイト「You Tuto」で見つけた、むちゃぶりなタイトルの動画を出演者が言われるままに演じる。なお第2回で放送されたコント「You Tuto」とは内容が異なる。

#### 芸能人の入国審査
空港の入国審査で、係官に自分が芸能人だと認識されないため、自分のネタを披露するが、まったく受けずに普通に突っ込まれて、さらに怪しまれる。

#### 自分受け入れ教
過去の自分を受け入れられずに悩んでいる人を救う教団「自分受け入れ教」。その教祖の元にやってきた迷える人に過去の写真を見せ、さらに近藤扮する教祖が自らの本尊（近藤が受け入れるのに4年かかった自身の成人式の写真）を現して、過去の自分を受け入れるよう諭す。過去の自分を受け入れた人は自動的に「自分受け入れ教」に入信となる。しかし第16回の竹中直人は、本尊の写真にショックを受けて死亡してしまう結末だった。

#### 侍ショッピング
テレビショッピング「侍ショッピング」で紹介する超ワケあり商品のワケありポイントを徳井扮するバイヤーが後付けでどんどん増やしていく。ワケありポイント紹介後には徳井が「それでも品質は変わりません!」と満面の笑みでアピールするのがお約束となっている。

#### 視聴率を取る方法
河本や後藤輝基が扮した怪しい男が局長（矢崎滋・神保悟志・渡辺裕之等）に視聴率が取れる番組を提案し、それに折れた局長が実際に番組を制作してしまう。

#### 名曲歌詞のせソングライターズ
河本扮する怪しい男が矢崎滋扮するレコード会社の社長に誰もが知っているが歌詞のない楽曲(例：情熱大陸）に歌詞を付けた新たな名曲を誕生させ、ヒットさせる話を持ち込む。その後、徳井と木下によるソングライターズ「イブクロ」が歌番組で披露する。スタジオでそれを見ていた矢崎が不安がるも、河本にヒット間違いなしと言われ、最後はCMキャラクターを務めていた白鶴酒造の｢まる｣のCMに因み、両手で大きな丸を作って終わる。
第32回以降は『CDTV』のゲストライブのパロディになった。第32・33回では大島美幸と徳井が「ドリル・カム・ツリー」として登場し、曲を披露。黒沢かずこがバックダンサーを務めた。第36・38回では徳井と後藤輝基が「B'Zoo」、第37回では真矢みきと徳井が「Every Little Songs」、第43・45回では天野ひろゆきと徳井が「チョビ&飛鳥」として登場した。

### キャラクターコント

#### 伝説の美食家 勅使河原さん
グルメ番組のコーナー(コーナータイトルはコントごとに異なる)を進行する浅越ゴエと女性アシスタントとともに、徳井扮する食通の評論家・勅使河原充が出された料理や酒を試食・試飲し、さまざまな想像を膨らませた上で意味不明な味の感想を一言述べる。それを受け、浅越が料理人に向けてフォローコメントを入れるのがお約束となっている。

#### TuXILE（チューザイル）
その名のとおりEXILEのパロディで、徳井がリーダー・HIROに扮し（第10回でPIROと名乗った）、様々な職業に就くもの。最後はたくさんの（本家よりも少し多く、一部はスタッフも参加している）人数で「Choo Choo TRAIN」を踊り、福田の突っ込みで終わるのがお決まりになっている。また回によってはボーカル・ATSUSHIの頭髪のラインを模したシンボルマークも登場する（引越会社のマークをはじめ、お好み焼にかけたマヨネーズや、マークが切り抜かれた軍艦巻きの海苔など）。

#### カーネルさん
不安な状況下や不穏な空気の中にいる福田の前に、近藤扮するカーネルさんが現れ、ケンタッキー・フライドチキンの商品で励ましたり、問題を解決しようとするコント。なお近藤が手に持っているバーレルのパッケージは、ロゴが「KGC」となっている。

#### ノムさんのボヤキ
大事な場面で失敗した福田の前に、近藤扮するノムさんと記者たちが現れ、福田の失敗の原因を分析してボヤくコント。最後は「女房よ…」を歌いながら去っていく。なお近藤が着ているユニフォームのチームロゴは「Pakuten」となっている。

#### エヴァンゲリオンな○○
店舗（弁当屋・美容室・スーパーマーケット・中華料理店）で緊迫した状況になると、突如従業員たちが『新世紀エヴァンゲリオン』風の言動をしだす。徳井が碇シンジ、箕輪が綾波レイ、近藤が伊吹マヤ、稲垣早希が惣流・アスカ・ラングレー、神保悟志が碇ゲンドウ、河本準一が日向マコト（弁当屋のみ）、山根良顕がエヴァンゲリオン弐号機（スーパーマーケットのみ）に扮し、本家のアニメ同様の演出が行われている。第36・38回では「新世紀グルメリポート」のタイトルで、シンジとゲンドウがグルメリポートを行うも、アスカにツッコまれるオチだった。第46回の中華料理店では、冒頭で『渡る世間は鬼ばかり』に登場する中華「幸楽」のパロディ（店名は中華「辛楽」）として、近藤が小島勇（角野卓造）、徳井が小島眞（えなりかずき）のものまねを行った。また、客側のゲストとして神田川俊郎が登場している。

#### 機材フル装備お父さんシリーズ
運動会・誕生日会・節分で箕輪扮する娘を撮影するために、徳井扮するパパが全身撮影機材フル装備の姿で乱入して撮影しまくる。セリフやBGMは『機動戦士ガンダム』や『新世紀エヴァンゲリオン』のパロディ。

#### 艦長コバヤシ
危機的な状況下で、ケンドーコバヤシ扮する艦長が乗組員たちにとんでもない指令を下す。元ネタは『宇宙戦艦ヤマト』の沖田艦長。

#### 2択黙示録 カイジ
『カイジ 人生逆転ゲーム』のパロディ。徳井扮するカイジが「限定ジャンケン」のシチュエーションで、提示された双子（三倉茉奈・三倉佳奈、竹内力・RIKI）の片方の写真を見て、どちらなのかを言い当てる他、名前の読み方（「山崎」の読み方が「やまざき」か「やまさき」か）や豚しゃぶのたれ（ポン酢かごまだれか）など、二者択一の選択を行う。近藤がカイジを見届ける兵藤和尊に扮する。

#### おとな店長
某子役のCMのパロディ。コンビニやスーパーにやって来た客に対し、子役が扮する「こども店長」がサービスや価格のお得度を説明しようとすると、徳井扮する「おとな店長」がやって来て、代わりに大人の視点で分かりやすく説明する。

#### マジ趣味ヒーロー ケンダマン
悪者に捕らえられた子供たちを救うため、箕輪扮するケンダマンが高度なけん玉の技に挑戦。見事成功すれば、けん玉パワーが注入され、悪者を倒すことができる。最終回で日給300円という薄給に嫌気が差して、社会人になり、2代目ケンダマンを近藤に押し付けた。実際に箕輪はけん玉1級の腕前を持つ。回を重ねる毎に子供達の悪者に対する態度も緩慢になる。

### 大物有名人との共演コント

#### 父さん
父親の行方を探している徳井が、偶然その場に居合わせた父親と再会を果たし、さらに他の家族とも次々に再会するというコント。
なおはるか復帰の際の企画にもなった。

#### 探偵事務所サムライ
萬田が経営する探偵事務所にさまざまな依頼人が訪れ、依頼の解決策を考えるコント。
基本的に依頼内容についてアイデアを出し合う大喜利方式が取られ、実際の任務の遂行は省略されている。
- 社長（ボス）… 萬田久子
- 福田（探偵） … 福田充徳
- はるな（事務員）… 近藤春菜
- はるか（新人探偵・女子校生）… 箕輪はるか[3]
- ヨッシー（探偵・猫）… 徳井義実
- ボス代理 … 秋吉久美子 ※フランス出張に行った社長の代打という設定で登場。

ゲスト
- 秋山莉奈（第3回）
- フットボールアワー（第4回）

#### 最高の○○
近藤が大人の渋みを持つ渡辺裕之に対し、心の中で最高の賞賛を行うが、ヘリウムガスを吸った渡辺が奇声でしゃべり、さらにくだらないギャグを飛ばして幻滅させてしまうというもの。

#### ○○男子シングル2009・○○女子シングル2010
テレビ朝日のフィギュアスケート中継風に人生の大事なシチュエーションでの一言を口にするまでを福田（第42回では箕輪）が演技し、元日本代表コーチである解説者の近藤とともに、徳井が実況を行う。演技後、コーチとともに採点を見届ける。第23回では初の棄権となった。
ゲスト
- 秋山莉奈、石橋蓮司、ひろみどり（第2回、娘さんを僕にください）
- 桜田通、原田大二郎（第6回、本当の息子じゃないんだ）
- 鈴木亜美、小野真弓、愛実（第14回、今日で終わりにしよう）
- 大杉漣、山本匠馬（第23回、じゃあ私はこの辺で…）
- 岡田圭右（第42回、私と付き合って下さい）

#### ○○ブルー
近藤と一緒にいる三浦理恵子扮するブルー（マリッジブルー、マタニティブルー）な気持ちの女性の前で、徳井扮するブルース歌手がブルースを歌う。

#### イメージはこんなつもり…
イメージでは加藤和樹と松本若菜扮する美男美女の恋人同士のラブシーンだが、現実では近藤と温水洋一が同じようにラブシーンをしているコント。

#### DJヨッシーのキャウントダウンTV
徳井扮するDJヨッシーがかとうかず子扮するアシスタント・カズコとともに意味不明なランキングのベスト10を途中までカウントダウン。番組の締めくくりの挨拶は「See You Congraduation!」。

### レギュラーメンバーコント

#### 連続テレビ小説『はるなとはるか』
ハリセンボンの二人が実の姉妹ながら憎みあうというメロドラマ風の設定で喧嘩を行うもの。毎回「このときの○○（喧嘩の内容）が、後の××に繋がるとは、誰も知らなかったのだ･･･」というナレーションで締められる。

#### 本音アンテナ　バリ3
出演者のおでこに携帯電話の電波表示を模した装置がつけられ、日常の何気ない出来事に対する本音の反応をアンテナで示すもの。

#### 想像
上司や教師などから「想像してみるように」と説教されている徳井・福田・近藤・箕輪がその相手の日常を想像し、言葉を返すコント。

#### ○○QUEST
告白や訪問販売などの途中で「ドラゴンクエスト」の戦闘場面に変わり、メッセージウィンドウや効果音を交えながら、その様子を伝える。

#### 彼女（彼氏）に言われたい理想の一言
徳井・福田・近藤が言われたい理想の一言のシチュエーションを忠実に再現。その後、それを見た他のメンバーの反応が入る。

#### ふくびき団
一芸を一切持たない福田を『あらびき団』に出演させるため、自ら発案した一芸のチャレンジを披露するコーナー。
本家と似たCGのセットが組まれており、画面右側に徳井が「ファースト徳井」、左側に近藤が「サード近藤」(第8回からは「サード春菜」に名前が変わっている)と言う名前で福田のネタを評価する。また、本家と同じ画面にするため、このコントのみ4:3の画面比率となっており、地上波デジタル放送の場合サイドパネルが装飾されている。その後「ふくびき団」のVTRを本家『あらびき団』に送ったところ、11月4日放送の『あらびき団』に福田が出演した。

#### ずっとそばにいるよ / 思い出に変わるまで
近藤を徳井・福田が励まし、3人が勝手に故人だと思い込んでいる箕輪のことを思い出して、彼女の分も頑張ると決意を新たにする。ところがその近藤たちの前に、まだ死んでいないと箕輪が現れるも、3人はそのまま無視してコントを続ける。元ネタは第1回で放送された『おくりびと』をパロディにしたコント（納棺師役の徳井に死に化粧をされる箕輪が目覚めて、まだ生きていると言う内容）。

#### 今どき男子 攻略法
小野真弓が子供番組風のガイド役となり、草食系男子・福田と肉食系男子・徳井が行うそれぞれの行動パターンを解説する。

#### 婚活しよ!
福田がプロポーズをしようとするが、まったくその気のない婚活した方がいい女（ゲスト女優）と、男性からの何気ない一言を誇大妄想の末、自分へのプロポーズだと勘違いしてしまう婚活しすぎた女・近藤がそれぞれのシチュエーションを演じる。

#### 人間失格シリーズ
徳井がさまざまな場面において人間として相応しくない行為を行うもの。

#### 政見放送
政見放送で立候補者に扮した出演者が意味不明な演説を行う。

#### Judgement
さまざまなシチュエーションでの言動に徳井扮する審判が判定を下す。第20回は「ザ・ジャッジ」のタイトルで放送された。

#### パスワードは…
有名人の豪邸に侵入した徳井と福田。ロックのかかった銀行口座から大金を引き出そうと画策し、パスワードを探して福田がパソコンに入力する。
- これまでに出た有名人
  - 第一回 柳沢慎吾-ABAYO（持ちギャグの「あばよ!」から）
  - 第二回 石田純一-BUNKA（本人の発言「不倫は文化」から）なおこの時、徳井が「俺も同感だ」と発言している。
  - 第三回 板東英二-MAGICAL（板東の過去のレギュラー番組『マジカル頭脳パワー!!』より）なおこの時、徳井が「まだひきずっていたか」と発言している。

#### 春菜の次の「じゃねーよ!」を探せ!!
近藤のギャグ「○○じゃねーよ!」で次に使う著名人を探す企画。徳井・箕輪とゲスト（第26回はほっしゃん。第28回はカンニング竹山）が出したアイデアを近藤にそれぞれ実演してもらう。それを見た3人が使ってもよい時は「じゃね〜よ!」札、封印した方がよい時は「じゃね〜よじゃね〜よ!」札を出して判定。福田は「じゃね〜よ!」札も「じゃね〜よじゃね〜よ!」札も続けて読み上げるので、票数が分かりづらくなるが、「じゃね〜よ!」札は1じゃね〜よ!、「じゃね〜よ!」札と「じゃね〜よじゃね〜よ!」札の両方を出した時は0.5じゃね〜よ!としてカウントされる（3人とも「じゃね〜よ!」札を出した場合は3じゃね〜よ!になる）。
これまでに出た候補
- なぎら健壱、北野大、手塚治虫（第26回）
- 宮崎駿、服部幸應、高見盛（第28回）

#### 外国人のための楽しい日本語講座
外国人が「これさえ覚えておけば大丈夫」な日本人らしい日本語を徳井と女性アシスタントが解説。その後のケーススタディでは、外国人が途中から誤った用法で使うため、とんでもない事態に陥る結末となる。

#### 狙いすぎバスターズ
初の東京ロケ企画。売れたいがためにアイドルとしての本分を忘れ、わざと狙いすぎた突飛な受け答えをするアイドルを徹底的に退治する正義の集団「狙いすぎバスターズ」。彼らがアイドルたちの所属事務所に乗り込み、事前に行ったアンケートの回答を基に、アイドルの受け答えが狙いすぎると判断した時点で、徳井・近藤・箕輪の3人がお仕置きをする。ちなみに福田も3人とお揃いのつなぎ姿で同行するが、お仕置きには参加しない。元ネタは映画『ゴーストバスターズ』。
ターゲット
- マリエ、三浦萌、三浦葵、西脇彩華、杉ありさ（第30回、レプロエンタテインメント）
- 谷澤恵里香、桃瀬美咲、小由里、西谷まりん、羽田沙織（第31回、ホリプロ）
- 国生さゆり、吉田もも、田川綾子、フォンチー、伊藤結季、緑川静香（第40回、ソニー・ミュージックアーティスツ）

#### 肉のたるみぷよぷよ石鹸 / 前歯の神経殺し歯磨き粉
元宝塚女優が出演する通販CM風に、近藤や箕輪が自身の体を作り上げる商品を紹介する。

#### 音山擬音三郎
世にあふれるすべての擬音語を作り出した伝説の男・音山擬音三郎（おとやま ぎおんさぶろう）。福田扮する彼の元に、擬音に迷った漫画家や小説家たちが訪れ、擬音を付けてもらう。

#### テレビの真実
バラエティ番組の収録中、罰ゲームで使用して床に落ちたパイやおでんを、収録後スタッフたちが食べる。この時、画面には「※このあとスタッフがおいしく頂きました」のテロップが表示される。

#### 楽屋にこもったはるか
M-1グランプリのネタ作りに行き詰り、楽屋にこもった箕輪を心配した近藤に呼ばれ、スタジオにいた徳井と福田が一緒に箕輪を呼びに行くが、中にいた箕輪がマイケル・ジャクソン、ハルク・ホーガン、古畑任三郎、三浦知良に扮し、ネタを3人の前で披露する。

#### 2度見家族
徳井・福田・近藤・箕輪扮する家族が、驚きのあまり何事もつい二度見してしまう。

#### 睡魔現る
勉強中の福田の元に、近藤扮する睡魔が現れ、福田の勉強の邪魔をしないようにするのだが、結局寝かせてしまう。第41回では焼肉と人間の肉（特にハツの部分）を好んで食べる本性が明らかになった。

#### 逆猪木だ〜! 美女よ闘魂注入しろ!
アントニオ猪木に扮した徳井が、街で見つけた美女たちから闘魂を注入してもらうためにさまざまなシチュエーションでビンタしてもらう。

#### おじいちゃんプリキュアを覚える
お正月に遊びに来なかった孫娘・ゆみが雛祭りに遊びに来るまでに、徳井扮するおじいちゃんは、ゆみが大好きな『フレッシュプリキュア!』のキャラクターたちを覚えようとするが、近藤扮するおばあちゃんは呆れながらその様子を見ている。復習の最中に間違えたり、後述のプリキュア交替を知った時にはおじいちゃんが「責任者、出て来〜い!」と叫び、ふすまの隙間から覗き見していたおばあちゃんと目が合うが、おばあちゃんは慌ててふすまを閉める。順調にキャラクターたちを覚え、更に年金をつぎ込んでグッズを大量に買い込み、準備も万全と思っていたおじいちゃんだったが、第41回で『フレッシュプリキュア!』が放送終了し、新たに始まる『ハートキャッチプリキュア!』ではメインキャラクターが総入れ替えになることを知ってショックを受けてしまう。

#### チワワ刑事の事件簿
殺人事件の現場に徳井扮するチワワ刑事がチワワのチコちゃんとともに現れ、事件を解決していく。第42回で徳井がチコちゃんの代わりに話しているのではなく、チコちゃんが“本体”であること、さらに第46回ではチコちゃんが話す人間を選び、操っていたことが判明。

#### 怒りのはるかホーガン
「楽屋にこもったはるか」で箕輪が扮したホーガンが屋上で怒りの叫びをした後、最後に「イチバーン!」の雄叫びを上げる。第41回は「怒りのホーガン」のタイトルで放送。

#### 独特な少年
公園で遊んでいた子どもたちの前に、徳井扮する少年が現れた。子供たちはどこから来たのか、どこの国の人なのかも分からない独特な雰囲気のその少年も仲間に入れてあげるが、彼の口から聞いたことのないフレーズの「どれにしようかな」や「だるまさんが転んだ」、「じゃんけんぽん」が飛び出し、子供たちを驚かせる。

#### カラッと揚げ屋さん
近藤が箕輪や福田と天ぷら屋さんにやってくるが、大将である徳井が目の前で食べ物でないものを揚げてしまう。

## スタッフ
- 作・構成：桜井慎一、渡辺真也、森、小林仁、久馬歩、友光哲也
- TM：高木久之（MBS）
- TD：桂将太（MBS）
- CAM：白井隆行（MBS）
- VE：上原英昭（MBS）
- 音声：田中聖二（MBS）
- 照明：荒木崇（MBS）
- 美術プロデューサー：上中晋雄（MBS）
- アートディレクター：水速賢（MBS）
- セットデザイン：齋籐済子、仁部敏博
- タイトル：松浦次郎、中嶋恵子、保科操（MBS企画）
- オープニングCG：ケネックジャパン
- キャラクターデザイン：Hi Wa Plus
- VTR編集：野畑智樹（MBS）
- MA：高島一邦
- 音効：黒澤秀一
- 編成：川原秋呼（MBS）
- 宣伝：斧志保（MBS）
- デスク：盛田こずえ（MBS）
- FD：西村美保（MBS企画）
- AD：長谷川力也（MBS企画）、山田陽輔（MBS）
- AP：亀井弘明（MBS企画）
- ディレクター：重信好輝・浅田靖（クラッチ.）、遠藤伸哉（MBS企画）
- チーフディレクター：中村武史（MBS）
- プロデューサー：村上嘉章（MBS、2009年6月30日までがAP、2009年7月7日以降Pとして昇格）、薮内美賀（よしもとクリエイティブ・エージェンシー）
- 制作：藪内広之（MBS）
- 技術協力：放送映画製作所、サウンドエースプロダクション、アーチェリープロダクション、東通、アスカプロダクション、戯音工房
- 収録スタジオ：MBSスタジオ in USJ
- エキストラ協力：大阪ダンス&アクターズ専門学校、劇団東俳、劇団ひまわり、舞夢プロ、SABカンパニー、NAC
- スタッフ協力：MBS企画、東通企画、クラッチ.
- 制作協力：吉本興業
- 製作著作：毎日放送

### 過去のスタッフ
- プロデューサー：本郷義浩（MBS、2009年6月30日まで）、阪口知里（よしもとクリエイティブ・エージェンシー）
- AP：岡田浩祥
- AD：小河久史（東通企画）、鈴木統
- 作・構成：オパヤン、たちばなひとなり
- 編成：横田一（MBS）
- SW：関照男（MBS）
- 照明：竹本友亮（MBS）
- アートディレクター：内田公幸（MBS）
- CG：渕野由美（MBS）

## テーマ曲
オープニングテーマ
- ROSSO「Saxophone Baby(Shinichi Osawa Remix)」（ユニバーサルJ）

エンディングテーマ
- 2009年4月 - 6月：alma「空想カタルシス」（よしもとアール・アンド・シー）
- 2009年7月 - 9月：BRIGHT「Feelin' You」（rhythm zone）
- 2009年10月 - 12月：西野名菜「Brand New Days」（よしもとアール・アンド・シー）
- 2010年1月 - 3月：鴉「向かい風」（トイズファクトリー）